# Сођорно Монтано Енел (Л'Аквила)
Сођорно Монтано Енел (итал. Soggiorno Montano Enel) је насеље у Италији у округу Л'Аквила, региону Абруцо.
Према процени из 2011. у насељу је живело 5 становника. Насеље се налази на надморској висини од 1042 м.